# Imperfekta svampar

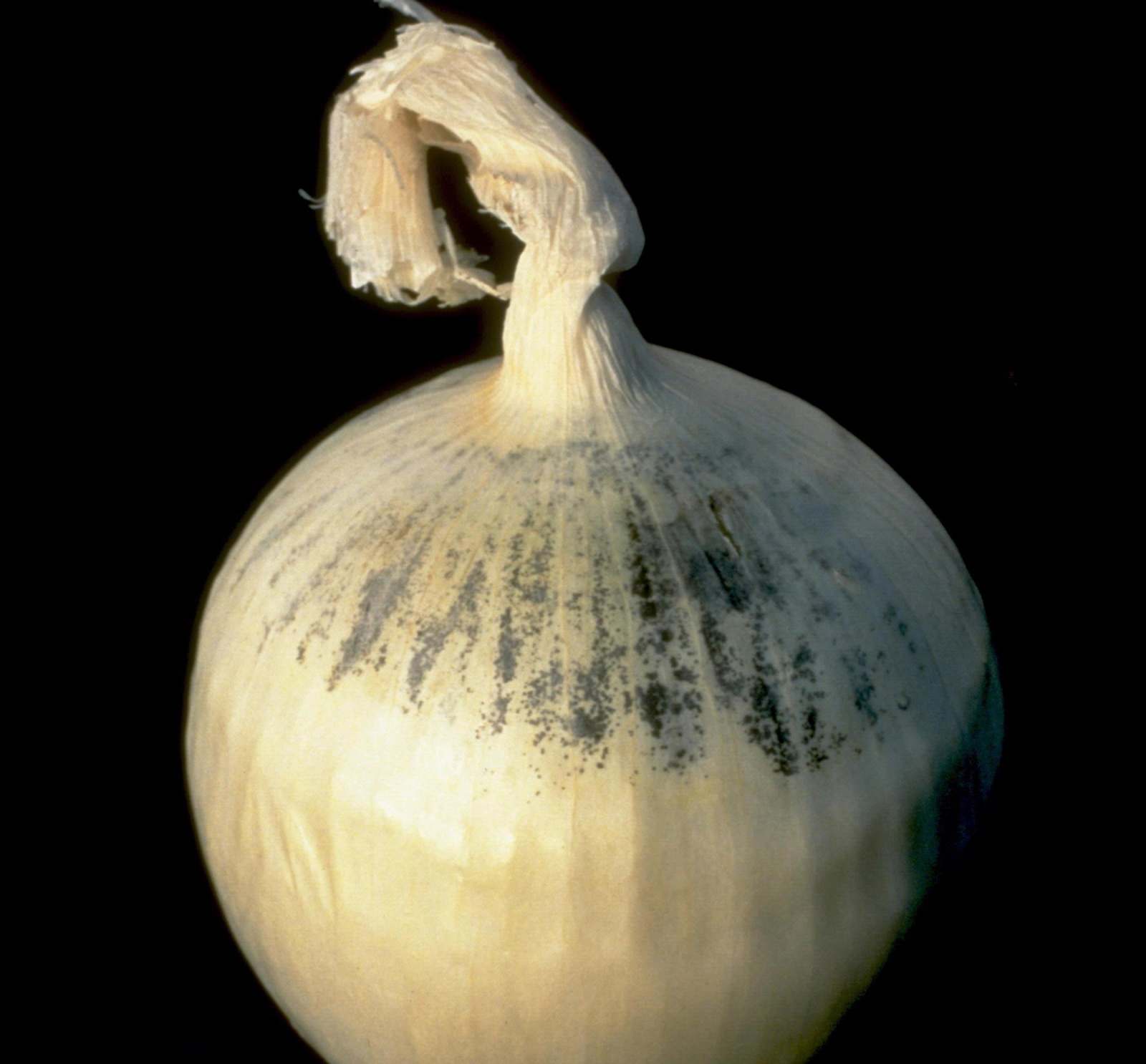
Arten Aspergillus niger på en lök.

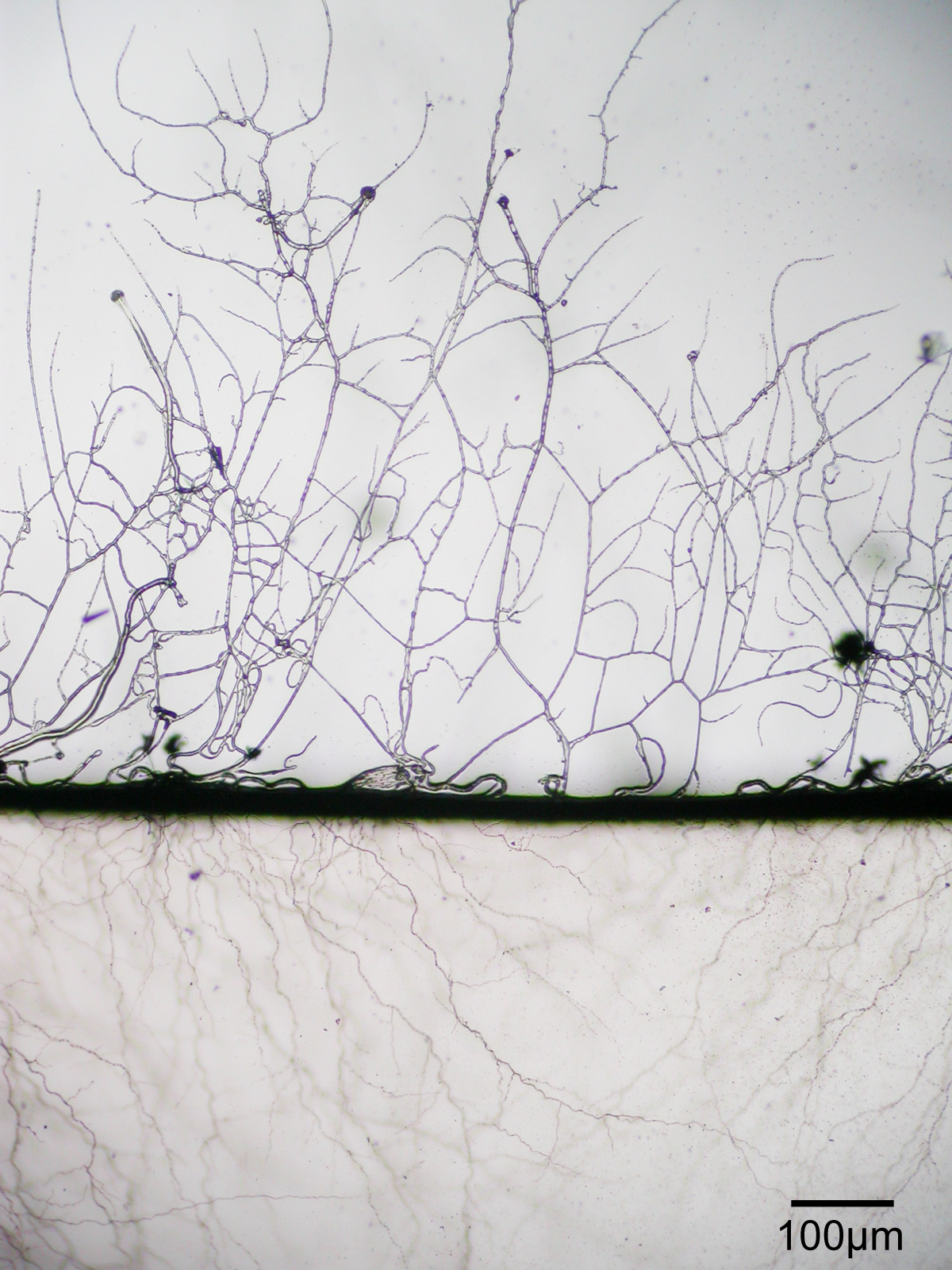
Samma art som bilden ovan (Aspergillus niger) men i förstoring.

Imperfekta svampar kallas även deuteromyceter, Fungi imperfecti, Deuteromycota eller Deuteromycotina och är en sorts svampar där förökning ofta sker könlöst via konidiesporer. Man kan hitta dem i nästan alla sorters miljöer.
Hyfomyceter kallas imperfekta svampar med fritt exponerade konidiebärare. Blastomyceter kallas encelliga sorter som liknar jästsvampar. Coelomyceter är arter med pyknid. De som inte bildar konidier kallas Mycelia sterilia.
Vissa svampar, till exempel Arthrobotrys och Dactylaria, kan fånga små djur i vattnet, till exempel ringmaskar. Arthrobotrys fångar djuren med hyfslingor och Dactylaria använder slemmiga fångstknoppar.